# Стенице свици
Стенице свици (Fulgoridae) су инсекти који чине породицу у оквиру реда риличара, а који обухватају њихове највеће представнике. Назив су добиле према старим причама да им главе светле у мраку, али то није научно потврђено.

## Изглед
Њихова дужина се креће у распону од 10 до 100 мм, а распон крила појединих примерака може да износи и преко 15 cm. Та крила су обично живих боја. Код неких врста, предња крила су обојена флуоресцентним бојама и када се нападач приближи, брзо их отварају и затварају како би га уплашили. За ову сврху служе и дугачки израштаји на главама, који могу бити најразличитијих облика и збуњујуће делују.

## Ареал и станиште
Ова породица обухвата око 800 врста и већина живи у тропским пределима. Све врсте се хране на дрвећу и грмљу, често директно бушећи рилицом кору.

## Потпородице
NCBI и Hemiptera Database тренутно признају следеће потпородице и родове:
- Amyclinae
  - племе Amyclini Metcalf, 1938
    - Alcathous Stål, 1863
    - Amycle Stål, 1861
    - Druentia Stål, 1866
    - Rhabdocephala Van Duzee, 1929
    - Scolopsella Ball, 1905

  - племе Xosopharini Metcalf, 1947
    - Eningia Walker, 1858
    - Eurinopsyche Kirkaldy, 1906
    - Mantosyna Stål, 1869
    - Rentinus Metcalf, 1947
    - Xosophara Kirkaldy, 1904
- Aphaeninae
  - Aphaena Guérin-Méneville, 1834[3]
  - Kalidasa
  - Lycorma
  - Neolieftinckana Lallemand, 1963
  - Omalocephala Spinola, 1839[4]
  - Penthicodes
  - Scamandra Stål, 1863
- Dichopterinae Melichar, 1912
  - племе Cladodipterini Metcalf, 1938
    - Cladodiptera Spinola, 1839
    - Diacira Walker, 1858
    - Sclerodepsa Emeljanov, 2011

  - племе Dichopterini Melichar, 1912
    - Dichoptera Spinola, 1839
    - †Wedelphus Szwedo & Wappler, 2006

  - племе Dorysarthrini Emeljanov, 1979
    - Dorysarthrus Puton, 1895
    - Pibrocha Kirkaldy, 1902

  - племе Protachilini Emeljanov, 2013
    - Protachilus Fennah, 1944
- Fulgorinae
  - Aphrodisias Kirkaldy, 1906[5]
  - Cathedra Kirkaldy, 1903
  - Fulgora Linné, 1767
  - Odontoptera Carreno, 1841
  - Pyrops Spinola, 1839
  - Saiva Distant, 1906
  - Zanna Kirkaldy, 1902
- Lyncidinae Schmidt, 1915
  - Lyncides Stål, 1866
  - Risius Stål, 1859
- Phenacinae
  - Cerogenes Horváth, 1909
  - Menenia Stål, 1866
  - Phenax Germar, 1833
  - Pterodictya Burmeister, 1835
- Poiocerinae
  - Alphina Stål, 1863
  - Calyptoproctus Spinola, 1839
  - Cyrpoptus Stål, 1862
  - Poblicia Stål, 1866
  - Polydictya Guérin-Méneville, 1844
  - Poiocera De Laporte, 1832
  - Scaralis Stål, 1863
- Strongylodematinae Fennah, 1962
  - Capocles Emeljanov, 2004
  - Capenopsis Melichar, 1912
  - Codon (род) Fennah, 1962
  - Strongylodemas Stål, 1853
  - Tecmar (род) Fennah, 1962
- Fulgoridae incertae sedis
  - Amdewana Nast, 1951
  - Amerzanna O'Brien, 1991
  - Flatolystra Nast, 1950
  - Fulgoricesa Koçak & Kemal, 2010 монотипска: Fulgoricesa peruviana (Lallemand, 1956) (synonym: Weyrauchia).
  - Lystra Fabricius, 1803
  - Neocynthus Nast, 1950
  - Pyrgoteles Gerstaecker, 1873
  - Stalubra O'Brien, 1991

Напомене:
- Laternaria је nomen nudum од Pyrops
- Pyrilla Stål, 1859 је тренутно смештен у Lophopidae
- Тренутно важеће научно име типске врсте рода Apossoda, A. togoensis Schmidt, 1911 је Pyrgoteles togoensis (Schmidt, 1911)[6]